# Bliss (Schiff)
Die Bliss ist eine Megayacht, die sich im Besitz von Evan Spiegel befindet, einem amerikanischen Internet-Unternehmer und Gründer von Snap. Die 94,75 Meter lange Yacht gehört aktuell (Stand 2022) zu den 100 längsten Motoryachten der Welt und soll circa 200 Mio. US-Dollar gekostet haben.

## Geschichte
Das Schiff wurde unter der Baunummer 1009 auf der Werft Scheepswerf Slob in Papendrecht gebaut und auf der Werft De Vries Scheepsbouw in Makkum ausgerüstet. Beide Werften gehören zur niederländischen Feadship-Werftengruppe. Der Rohbau wurde im September 2019 von Papendrecht nach Makkum überführt.
Designer der Yacht war das zur Feadship-Gruppe gehörende Studio De Voogt, für die Inneneinrichtung konnte der französische Designer Rémi Tessier gewonnen werden.

## Ausstattung
Die Yacht wird von zwei Caterpillar-Dieselmotoren des Typs 3516E mit jeweils 2240 kW Leistung angetrieben. Sie kann auch dieselelektrisch angetrieben werden. Die Höchstgeschwindigkeit der Yacht beträgt 17 Knoten. Nach Angaben des Herstellers kann sie bei zwölf Knoten circa 6000 Seemeilen zurücklegen.
An Bord stehen neun Kabinen für Gäste zur Verfügung.